# Кузьміних Олег Володимирович
Оле́г Володи́мирович Кузьміни́х — український військовик Збройних Сил України, підполковник. Командир 90-го батальйону 81-ї аеромобільної бригади (2014—2015), учасник російсько-української війни.

## Біографія
Народився у 1977 році в м. Володимирі-Волинському у сім'ї військовослужбовця. Як і батько, вирішив обрати професію захисника Вітчизни. Після закінчення військового училища кілька років прослужив у рідному місті, у 51 ОМБр, а пізніше був переведений на службу до Новограда-Волинського

### Російсько-українська війна
З початком подій на сході України брав участь у відсічі збройної агресії Росії. Найбільш відомою є участь Олега Кузьміних у обороні Донецького аеропорту, де він командував підрозділом легендарних «кіборгів». 20 січня 2015 року, разом з 14 побратимами, потрапив у полон до проросійських сил. 22 січня російські «ЗМІ» продемонстрували відеозапис знущань росіян із полонених «кіборгів».
Бойовики неодноразово робили спроби переманити його на свій бік: «Усі розмови зі мною „слідчий“ зводив до того, щоб схилити мене до переходу на їх бік. В армії „ДНР“ мені пообіцяли посаду, звання — сказали, відразу полковника присвоять. Обіцяли гідну зарплату і навіть простору квартиру в Донецьку. Але я не думав про те, щоб порушити присягу, дану Батьківщині і народу України». Майже весь той час його утримували в одиночній камері — 90 з 124 днів. Від малорухливості дала про себе знати травма коліна, якої зазнав багато років тому.
22 травня 2015 року був звільнений з полону російських окупаційних сил. Після звільнення повернувся до Житомира, де з дружиною виховують двох доньок.
Станом на січень 2016 року обіймав посаду заступника начальника 199-го навчального центру ВДВ.

## Фонд Братів Кузьміних
9 липня 2015 року було створено громадську організацію «Житомирський обласний фонд братів Кузьміних». 7 жовтня 2015 року був офіційно зареєстрований «Міжнародний благодійний фонд братів Кузьміних». Головною метою діяльності фонду, Сергій Кузьміних називав — допомогу воїнам, що отримали поранення в зоні бойових дій на Сході України. Фонд започаткував програми по лікуванню поранених військовослужбовців в Україні і за кордоном (Ізраїлі, Німеччині, Австрії, Чехії), а також по закупівлі засобів гігієни, медикаментів та ортопедичного обладнання для пацієнтів Житомирського військового госпіталю. У 2016 році стартували проєкти з надання ветеранам АТО безкоштовної юридичної, соціальної та психологічної допомоги, а також організації відпочинку сімей учасників АТО та іншої їх підтримки.
У січні 2017 року, на кошти Фонду братів Кузьміних, у Житомирі було відкрито реабілітаційний центр для поранених військовослужбовців. З квітня того ж року, центр почав приймати на реабілітацію дітей з діагнозом дитячий церебральний параліч. Фонд утримує реабілітаційний центр за рахунок пожертв.
За час свого існування (1,5 року) Фонд надав адресну допомогу постраждалим від військових дій на суму понад 11 мільйонів гривень. Також було реалізовувано проєкт «Безкоштовний Оздоровчий Центр для військовослужбовців», який знаходиться за адресою: м. Житомир, вул. Тараса Бульби-Боровця, 40.
У вересні 2017 року, на кошти Фонду братів Кузьміних, було відкрито реабілітаційний центр у м. Черкасах. Зараз фонд готується до відкриття аналогічного центру у м. Києві. За період існування реабілітаційних центрів безкоштовну допомогу в них отримали біля 300 українських бійців та членів їх родин, а також біля 250 дітей з діагнозом «дитячий церебральний параліч».

## Родина та сім'я
Брат — народний депутат України Сергій Кузьміних.

## Відзнаки та нагороди
- Орден «За мужність» III ст., (23 травня 2015) — за особисту мужність і самовідданість, виявлені у захисті державного суверенітету та територіальної цілісності України, вірність військовій присязі[11].
- Відзнака Президента України — ювілейна медаль «25 років незалежності України», (19 серпня 2016) — за значні особисті заслуги у становленні незалежної України, утвердженні її суверенітету та зміцненні міжнародного авторитету, вагомий внесок у державне будівництво, соціально-економічний, культурно-освітній розвиток, активну громадсько-політичну діяльність, сумлінне та бездоганне служіння Українському народу[12].